# The Stain
The Stain è un film muto del 1914 diretto da Frank Powell con Edward José, Thurlow Bergen, Virginia Pearson. Theda Bara è qui, al suo debutto, apparendo con il nome Theodosia Goodman.

## Produzione
Prodotto dalla Pathé Frères, il film venne girato a Long Island.

## Distribuzione
Il film venne distribuito dalla Eclectic Film Company che lo fece uscire nelle sale statunitensi il 17 luglio 1914. Per molti anni, il film fu considerato perduto. Nel 1990, una copia del film è stata scoperta in Australia. Copia della pellicola è ora conservata negli archivi del George Eastman Museum.